# Stračov
Stračov är en ort i Tjeckien. Den ligger i den centrala delen av landet, 90 km öster om huvudstaden Prag. Stračov ligger 285 meter över havet och antalet invånare är 310.
Terrängen runt Stračov är platt.Runt Stračov är det ganska tätbefolkat, med 60 invånare per kvadratkilometer. Närmaste större samhälle är Hradec Králové, 17,0 km sydost om Stračov. Trakten runt Stračov består till största delen av jordbruksmark.